# Perception de maîtrise
En psychologie, la perception de la maîtrise ou maîtrise perçue (en anglais perceived control) désigne le degré auquel un individu estime avoir prise sur lui-même et sur les éléments de son environnement, qu’il s’agisse des lieux, des personnes, des objets, des émotions ou des activités qui l’entourent. Deux dimensions principales structurent ce concept  : la temporalité de l’objet de maîtrise (passé ou avenir) ; la nature de cet objet (résultat, comportement ou processus).

## Historique
La révolution cognitiviste, qui s’est achevée aux alentours des années 1940, a profondément transformé la psychologie. Sous l’influence des travaux de Pavlov et d’autres physiologistes, les chercheurs ont recentré leur intérêt sur ce qui est observable. L’étude objective du comportement a gagné en crédibilité et en légitimité en éclipsant la subjectivité. Cette mutation a favorisé l’émergence de nouveaux champs de recherche consacrés à la perception de la maîtrise. La poursuite d’objectifs et la motivation humaine ont acquis une place centrale dans de nombreuses théories. En 1959, le psychologue américain Robert White a proposé la théorie de la « motivation par effectance » — un terme qu’il forge pour désigner la tendance innée à vouloir exercer une influence efficace sur l’environnement, c’est-à-dire à se sentir capable de comprendre une situation et d’y réagir de manière adaptée.
En 1966, Julian Rotter publie Generalized Expectancies for Internal versus External Control of Reinforcement, dans lequel l’expression « maîtrise perçue » (perceived control) est employée pour la première fois. Son apport a marqué plusieurs disciplines, dont la psychologie, la sociologie, l’économie et le domaine de la santé. À partir de cette publication, les recherches sur la perception d’une maîtrise interne se sont scindées en deux courants principaux. Le premier considère cette perception comme un trait de personnalité stable, et l’associe à des notions comme l’autoefficacité et la compétence. Le second l’appréhende comme un processus cognitif, influencé par des indices contextuels pouvant être modifiés de manière systématique. Ce cadre englobe des concepts tels que l’illusion de maîtrise, l’impuissance apprise et la pleine conscience.
« Une série d’études confirme fortement les hypothèses suivantes : un individu convaincu de pouvoir orienter son propre destin est plus enclin a) à prêter attention aux aspects de l’environnement susceptibles de lui fournir des informations utiles pour guider son comportement futur ; b) à entreprendre des démarches pour améliorer les conditions qui l’affectent ; c) à accorder une plus grande valeur à la compétence ou à la réussite des renforcements, et à s’inquiéter davantage de ses capacités, en particulier lorsqu’il s’agit de reconnaître et de comprendre ses échecs ; et d) à résister aux tentatives d’influence subtiles. » (Rotter, 1966.)
Sous cet angle, la perception de maîtrise peut être envisagée soit comme un trait de personnalité, soit comme une forme de traitement cognitif. Dans l’un ou l’autre cas, elle contribue au bon fonctionnement de l’individu et favorise sa survie.

### Recherche historique
En 1975, Martin Seligman a introduit le concept d’impuissance apprise. Dans le cadre de la perception de maîtrise, cette expression désigne le fait que la manière dont une personne perçoit sa capacité à maîtriser une situation détermine une forme spécifique de comportement. Seligman a soumis des chiens à une situation marquée par une absence totale de maîtrise perçue, ce qui les a finalement conduits à la résignation. Ils ont appris l’impuissance, la passivité. Seligman a ensuite transposé ses expériences à l’humain, en avançant l’idée que la perception de la maîtrise pourrait être liée au développement de troubles tels que la dépression,.
Les recherches de Schulz et Hanusa sur la maîtrise perçue se sont concentrées sur les relations causales entre la capacité perçue à exercer une influence sur sa vie et le bien-être psychologique et physiologique, plutôt que sur une simple corrélation entre ces facteurs. Dans une étude menée en 1978, des résidents d’une maison de retraite ont été placés dans une situation où ils allaient soit obtenir, soit perdre un pouvoir de décision : certains pouvaient choisir eux-mêmes le moment des visites d’étudiants, tandis que d’autres n’avaient aucun pouvoir sur cette planification. Les résultats ont montré que les résidents disposant de ce pouvoir se sentaient mieux et étaient en meilleure santé que ceux du groupe sans influence. Cette étude décrit la perception de la maîtrise comme un processus cognitif qui influe sur la santé et la motivation de la personne.
Dans ce contexte, le sentiment d’autoefficacité constitue un facteur essentiel qui conditionne l’efficacité de la maîtrise perçue. Blittner, Goldberg et Merbaum ont ainsi soutenu en 1978 que ce n’est que si une personne croit en ses capacités et en sa réussite qu’elle peut améliorer ses performances ou modifier son comportement.
Une étude menée par Sastry et Ross en 1998 a également mis en évidence des différences culturelles dans la perception de la maîtrise. Selon ces chercheurs, les personnes vivant dans les pays occidentaux accordent davantage d’importance à cette perception que les Asiatiques. Par ailleurs, les Asiatiques n’associent pas la maîtrise perçue au bien-être psychique. Cette différence s’expliquerait par des orientations culturelles distinctes : la culture occidentale valorise l’individualisme et la réussite personnelle, ce qui pousse les individus à vouloir rester maîtres leur fonctionnement et leurs performances propres. Les Occidentaux sont donc plus enclins à considérer la perception de la maîtrise comme un trait de personnalité.

## Modèles scientifiques

### Modèle de perception de maîtrise à deux processus
Rothbaum, Weisz et Snyder ont proposé le « modèle de perception de la maîtrise à deux processus ». Selon ce modèle, les individus cherchent à exercer une forme de maîtrise non seulement en ajustant l’environnement à leurs souhaits (maîtrise primaire), mais aussi en ajustant leurs souhaits aux contraintes de l’environnement (maîtrise secondaire).
Quatre formes de maîtrise secondaire sont envisagées :
1. L’attribution à une aptitude fortement limitée peut renforcer la capacité de prédiction et servir de protection contre la déception.
2. L’attribution au hasard peut relever d’une illusion de maîtrise, dans la mesure où les individus ont souvent tendance à considérer la chance comme une caractéristique personnelle, assimilable à une aptitude.
3. L’attribution à des figures puissantes permet une maîtrise par procuration, lorsque l’individu s’identifie à ces personnes.
4. Toutes ces attributions peuvent favoriser une maîtrise interprétative par laquelle l’individu cherche à comprendre des événements imprévisibles et non maîtrisables puis à leur donner un sens afin de les accepter.

### Modèle de perception de maîtrise à quatre facteurs
En décembre 1989, Fred Bryant a publié ses recherches dans lesquelles il introduit son « modèle de perception de la maîtrise à quatre facteurs ». Il se réfère au modèle à deux processus proposé par Rothbaum, Weisz et Snyder, selon lequel les réponses de maîtrise des individus relèvent soit de tentatives visant à modifier leur environnement (maîtrise primaire), soit de tentatives visant à ajuster leurs désirs ou attentes aux contraintes environnementales (maîtrise secondaire).
Bryant ajoute deux dimensions au modèle initial : l’expérience positive et l’expérience négative. Il explique que la maîtrise perçue résulte de l’autoévaluation de la capacité à :
- Éviter — Maîtrise primaire négative

Selon Bryant, la perception de la capacité à éviter les issues négatives dépend : 1) du degré de maîtrise personnelle sur l’occurrence d’événements indésirables, 2) de la fréquence à laquelle ces événements négatifs surviennent, et 3) de la probabilité perçue qu’ils surviennent.
- Faire face — Maîtrise secondaire négative

La perception de la capacité à faire face à des issues négatives dépend : 1) de la capacité perçue à surmonter ces événements, 2) de l’intensité de la gêne qu’ils suscitent, et 3) de la durée pendant laquelle ces événements affectent l’état affectif de l’individu.
- Obtenir — Maîtrise primaire positive

La perception de la capacité à obtenir des issues positives dépend : 1) du degré de maîtrise personnelle sur l’occurrence d’événements favorables, 2) de la part de responsabilité attribuée à soi-même dans leur survenue, 3) de leur fréquence, et 4) de leur probabilité perçue.
- Savourer — Maîtrise secondaire positive

La perception de la capacité à savourer les issues positives dépend : 1) de la capacité à éprouver du plaisir en présence d’événements favorables, 2) de l’intensité de la satisfaction ressentie, 3) de la durée pendant laquelle ces événements influencent positivement l’état affectif, 4) de la fréquence des états subjectifs d’euphorie ou de plénitude (« se sentir au sommet du monde ») et 5) de la fréquence des états de joie intense.

## Applications et perspective clinique
Une étude menée par Wallston et al. (1997) a établi que la maîtrise perçue peut influer sur la santé selon deux modalités conscientes : les comportements relatifs à la santé (par exemple : adopter une alimentation équilibrée) et l’état de santé lui-même (par exemple : l’obésité). En outre, la perception de la maîtrise peut également exercer une influence inconsciente, en affectant directement certains processus physiologiques, comme l’a démontré Rodin (1986). Celui-ci indique que des événements internes tels que l’imprévisibilité ou la perte de maîtrise peuvent se répercuter sur les catécholamines, les neurohormones et le système immunitaire.
Wallston et ses collaborateurs précisent également qu’il existe un lien entre le lieu de maîtrise et la perception de maîtrise dans leurs effets sur la santé. Le concept de lieu de maîtrise, élaboré par Julian Rotter en 1954, postule que les individus attribuent les événements de leur vie soit à des causes internes (se considérant eux-mêmes comme responsables), soit à des causes externes (attribuant la responsabilité à des facteurs extérieurs). Une étude de 1984 a cherché à déterminer si les différences interindividuelles de lieu de maîtrise étaient corrélées à la tolérance à l’effort physique et à certains critères d’évaluation de l’état de santé chez des patients atteints de maladies pulmonaires. Les résultats ont montré que les individus à lieu de maîtrise interne, disposant d’un haut niveau perçu de maîtrise et d’efficacité, présentaient une meilleure tolérance à l’effort et, par conséquent, un meilleur état de santé général. En revanche, aucune corrélation n’a été observée entre les croyances en l’efficacité personnelle et les résultats cliniques chez les individus à lieu de maîtrise externe.
Plusieurs études ont également porté sur la relation entre la maîtrise perçue et le cancer,,,. Un diagnostic de cancer peut considérablement réduire la perception de maîtrise chez les patients. On a constaté que le maintien d'un sentiment de maîtrise après l’annonce du diagnostic était associé à des niveaux moindres de détresse psychologique dans les mois qui suivent, ce qui suggère que la préservation de ce sentiment favorise l’adaptation psychologique au cancer.